# Пералехо, Рика
Рехи́на Ка́рла Баути́ста «Ри́ка» Перале́хо (исп. Regina Carla «Rica» Bautista Peralejo; 7 марта 1981, Филиппины) — филиппинская актриса и певица.

## Биография
Рехина Карла Баустиста Пералехо (настоящее имя Рики) родилась 7 марта 1981 года на Филиппинах. В 2012 году окончила Университет Атенео-де-Манила.

## Карьера
Рики начала карьеру в детстве и была частью популярного молодёжного «ABS-CBN». Также Рики приступил к певческой карьерой и выпустила два сольных альбома, некоторые из которых стали саундтреками.
Она также является активным членом «Christian Fellowship».
Сотрудничала с Джолиной Магдангал.

## Личная жизнь
С 29 января 2010 года Рика замужем за пастором Джозефом Бонифачо. У супругов есть сын — Филип Натаниэль Бонифачо (род.17.01.2014).